# 香港大楼
香港大楼始建于1937年，坐落于当时的天津英租界的香港道（Hong Kong Road）（今和平区睦南道2至4号，马场道10号），该建筑目前为重点保护等级历史风貌建筑和天津市文物保护单位。现为居民楼。

## 历史
香港大楼建于1937年，是一座由当时的奥地利建筑师鲁尔夫·盖苓（Rolf Geyling）设计的公寓式住宅楼。在当时，香港大楼多为天津的社会名流和中产阶级居住。自二十世纪三十年代建成后，香港大楼一直作为居民楼。

## 建筑特点
香港大楼为五层混合结构楼房，带地下室。建筑平面为“L”形并采用现代生活方式布局，建筑转角窗的处理显示了在当时先进的结构设计理念和技术。建筑内部每一套单元房的厨房、卫生间乃和室内的木地板、木楼梯、壁炉、水磨石地面等设施保存良好。建筑外立面为凸出的红砖窗套和浅色混水墙面，该建筑是一座具有明显的现代建筑特征的大楼。

## 内部链接
- 民园大楼
- 茂根大楼